# Viktor Sadovskij
Viktor Sadovskij (russisk: Виктор Александрович Садо́вский) (født 26. december 1922 i Sankt Petersborg i Rusland, død 12. november 1997 i Sankt Petersborg i Rusland) var en sovjetisk filminstruktør og manuskriptforfatter.

## Filmografi
- Udar! Jesjjo udar! (Удар! Ещё удар!, 1968)[1][2]
- Odinnadtsat nadezjd (Одиннадцать надежд, 1975)
- Moj lutjsjij drug, general Vasilij, syn Iosifa (Мой лучший друг генерал Василий, сын Иосифа, 1991)